# Земля Георга
Земля Гео́рга (англ. Zemlya Georga, рос. Земля Георга) — острів Північного Льодовитого океану, в архіпелазі Земля Франца-Йосифа, адміністративно належить до Архангельської області, на Крайній Півночі Росії.

## Географія
Острів європейської частини Арктики (Північний Льодовитий океан), розташований у західній частині архіпелагу Землі Франца-Йосифа, адміністративно належить до острівних територій Архангельської області, Крайньої Півночі Росії. Простягся з північного сходу на південний захід на 115 км, при максимальній ширині до 43 км. Має площу — 2820,8 км², найбільший острів архіпелагу (168-ме місце у світі). Найвища вершина, льодовиковий купол Брусилова 416 м, довжина берегової лінії — 635,9 км. Острів з північного заходу відділений від острова Земля Олександри протокою Кембриджа, а з південного сходу від островів Брюса, Гукера та Кетлиця — протокою Британський канал.
Велика частина острова (понад 80 %) покрита льодовиком, а узбережжя порізане численними бухтами та фіордами.
Острів Земля Георга — безлюдний, однак тут існує сезонна дослідницька станція, яка може вмістити до 10 осіб.

## Історія
Острів був відкритий британським мандрівником, полярником Бенджаміном Лі Смітом і названий на честь Георга V, принца Уельського.